# Aptesis albifrons
Aptesis albifrons là một loài tò vò trong họ Ichneumonidae.